# METTL9
METTL9 (англ. Methyltransferase like 9) – білок, який кодується однойменним геном, розташованим у людей на 16-й хромосомі. Довжина поліпептидного ланцюга білка становить 318 амінокислот, а молекулярна маса — 36 536.
| 10         |  | 20         |  | 30         |  | 40         |  | 50         |
| ---------- |  | ---------- |  | ---------- |  | ---------- |  | ---------- |
| MRLLAGWLCL |  | SLASVWLARR |  | MWTLRSPLTR |  | SLYVNMTSGP |  | GGPAAAAGGR |
| KENHQWYVCN |  | REKLCESLQA |  | VFVQSYLDQG |  | TQIFLNNSIE |  | KSGWLFIQLY |
| HSFVSSVFSL |  | FMSRTSINGL |  | LGRGSMFVFS |  | PDQFQRLLKI |  | NPDWKTHRLL |
| DLGAGDGEVT |  | KIMSPHFEEI |  | YATELSETMI |  | WQLQKKKYRV |  | LGINEWQNTG |
| FQYDVISCLN |  | LLDRCDQPLT |  | LLKDIRSVLE |  | PTRGRVILAL |  | VLPFHPYVEN |
| VGGKWEKPSE |  | ILEIKGQNWE |  | EQVNSLPEVF |  | RKAGFVIEAF |  | TRLPYLCEGD |
| MYNDYYVLDD |  | AVFVLKPV   |  |            |  |            |  |            |

A: Аланін

C: Цистеїн

D: Аспарагінова кислота

E: Глутамінова кислота

F: Фенілаланін

G: Гліцин

H: Гістидин

I: Ізолейцин

K: Лізин

L: Лейцин

M: Метіонін

N: Аспарагін

P: Пролін

Q: Глутамін

R: Аргінін

S: Серин

T: Треонін

V: Валін

W: Триптофан

Задіяний у такому біологічному процесі, як альтернативний сплайсинг. 